# Per Sasse
Carl Johan Peter (Per) Sasse, född 1801, död 31 augusti 1849 i Strömstad, var en svensk sidenfabrikör, silkeshandlare och tecknare.  
Han var son till grosshandlaren och stadsmäklaren Petter Christopher Sasse och Catharina Elisabeth Moreen. Sasse studerade vid Konstakademien omkring 1820 där han vid principskolan tilldelades en jetong för en figurteckning 1819. Vid sidan av sitt arbete som sidenfabrikör var han verksam som tecknare.